# ВТТ «ЕМ»
ВТТ «ЕМ» (рос. ИТЛ «ЕМ», ИТЛ и Строительство угольной шахты) — підрозділ, що діяв в структурі управлінь промислового будівництва і виправно-трудових таборів СРСР.
Організований 10.01.51;
закритий 14.05.53 — перейменований в Дубогорське ТВ

## Підпорядкування і дислокація
- ГУЛПС з 10.01.51;
- ГУЛАГ МЮ з 02.04.53.

Дислокація: ст. Дворець Калінінської залізниці, Новгородська область

## Виконувані роботи
- будівництво «вугільної шахти», локомобільних і дизельних ел.-ст.,
- проходка шахтних стволів і тунелів,
- обслуговування Будівництва 713 Головпромбуду (центральна база зберігання ядерної зброї)

## Чисельність з/к
- 15.03.53 — 2032,
- 15.04.53 — 2062,
- 01.05.53 — 1700